# Поляничкин, Иван Иванович
Иван Иванович Поляничкин (1925—1944) — участник Великой Отечественной войны, командир отделения противотанковых ружей 988-го стрелкового полка (230-я стрелковая дивизия, 9-й стрелковый корпус, 57-я армия, 3-й Украинский фронт), сержант. Герой Советского Союза (1945).

## Биография
Родился 27 января 1925 года в городе Новочеркасске ныне Ростовской области в семье рабочего. Русский.
Образование неполное среднее. Работал в Новочеркасске на заводе имени Никольского. Позже жил в городе Макеевка Донецкой области, работал слесарем на шахте. Два года находился в оккупации.
В Красной Армии с 1943 года. После освобождения территории Донецкой области призван Макеевским райвоенкоматом. В запасном полку получил специальность наводчика противотанкового ружья (ПТР). С сентября 1943 года — в действующей армии. К августу 1944 года сержант Поляничкин был уже командиром отделения ПТР. Особо отличился в боях за освобождение Молдавии в ходе Ясско-Кишинёвской операции.
22 августа 1944 года в бою в районе села Кошкалия (Каушанский район Молдавии) отделение сержанта Поляничкина действовало в боевых порядках пехоты, отражая атаки противника. В одном из боёв, отражая атаку, был тяжело ранен, но продолжал вести огонь из ПТР. 23 августа скончался от полученных ран в 327-м отдельном медико-санитарном батальоне.
Представлен к званию Героя Советского Союза. Из наградного листа:

«В наступательных боях с немецкими захватчиками за советскую Молдавию сержант Поляничкин И. И. показал исключительные образцы стойкости, смелости и отваги... презирая смерть, один с противотанковым ружьем скрытно выдвинулся вперед боевых порядков пехоты, замаскировался и приготовился встретить врага. Стреляя на ходу, со страшным грохотом «тигр» и «фердинанды» приближались. Подпустив на близкое расстояние, Поляничкин открыл огонь из ружья. Осколок вражеского снаряда почти отсек ему ногу, но не дрогнул мужественный патриот; истекая кровью, продолжал вести неравную борьбу. Загорелся «фердинанд», остальные круто повернули назад. Пехота противника, следовавшая за ним, залегла. Одним смельчаком Поляничкиным была отражена атака четырех чудовищ. Вскоре стрелковое подразделение, вдохновленное подвигом Поляничкина, решительным ударом обратило в бегство противника и продолжало неотступно преследовать его.
Ввиду того, что Поляничкин в бою истек кровью, вскоре, после эвакуации его в санбат, умер... Достоин звания Героя Советского Союза»
— 
Похоронен в городе Каушаны (Молдавия).
- Указом Президиума Верховного Совета СССР от 24 марта 1945 года за образцовое выполнение боевых заданий командования на фронте борьбы с немецко-фашистскими захватчиками и проявленные при этом мужество и героизм сержанту Поляничкину Ивану Ивановичу посмертно присвоено звание Героя Советского Союза.

## Память
- В Новочеркасске на памятнике «Вечный огонь» погибшим работникам завода имени Никольского есть имя Ивана Ивановича Поляничкина.
- На Мемориальном комплексе в городе Кэушень, включающего в себя братское захоронение 86 воинов, установлен монумент павшим односельчанам и воинам интернационалистам. Первый в списке Герой Советского Союза И. И. Поляничкин[3].
- В честь И. И. Поляничкина названа одна из улиц города Кэушень.

## Награды
- Золотая медаль «Серп и Молот» (24.3.1945)[4];
- Орден Ленина (24.3.1945)[4].
- Орден Славы III степени(5.05.1944)[5]

- Медаль «За отвагу»  (26.04.1944)[6]